# Stanonik
Stanonik je priimek več znanih Slovencev:
- Ciril Stanonik (*1941), slikar samouk
- Franc Stanonik (1841—1918), duhovnik, teolog
- Iztok Stanonik, gospodarstvenik, podjetnik
- Janez Stanonik (1922—2014), jezikoslovec, literarni zgodovinar, anglist, germanist, univ. profesor, akademik
- Janez Stanonik (*1949), publicist
- Jože Stanonik (*1939), planinski delavec
- Ljudmila Bokal (r. Stanonik) (*1952), jezikoslovka
- Marija Stanonik (*1947), folkloristka, literarna zgodovinarka in etnologinja, akademikinja
- Marko Stanonik, zdravnik urolog
- Mateja De Leonni Stanonik (*197#?), kognitivna nevroznanstevnica, nevrologinja, biološka psihologinja ...
- Tončka Stanonik (*1949), slavistka, lektorica, urednica, pisateljica
- Uroš Stanonik, alpinist